# بوهدان سوخودوب
بوهدان سوخودوب (اوکراینی: Богдан Володимирович Суходуб؛ زادهٔ ۹ فوریهٔ ۱۹۹۴) بازیکن فوتبال اهل اوکراین است.
از باشگاه‌هایی که در آن بازی کرده‌است می‌توان به باشگاه فوتبال ماریوپول اشاره کرد.